# Maurice Costello
Pour les articles homonymes, voir Costello.
Maurice Costello (Pittsburgh, 22 février 1877 – Los Angeles, 28 octobre 1950), est un acteur et réalisateur américain.

## Biographie
Fils d'immigrants irlandais, il fait ses débuts en 1905 dans le rôle de Sherlock Holmes dans les Adventures de Sherlock Holmes, puis sur scène en 1909. Il intègre la Vitagraph et devient ainsi membre de la première Major Company jamais formée. Ses films les plus connus restent A Tale of Two Cities, The Man Who Couldn't Beat God et For the Honor of the Family.
Il épouse en 1902 l'actrice Mae Costello qui lui donne deux filles, Helene et Dolores, toutes deux actrices. Le couple divorce en 1927. Costello se remarie en 1939 avec Ruth Reeves dont il divorce deux ans plus tard. Il est l'arrière-grand-père de l'actrice Drew Barrymore.

## Filmographie

### Acteur
- 1908 : Antony and Cleopatra de James Stuart Blackton et Charles Kent : Marc Antoine
- 1909 : King Lear de James Stuart Blackton et William V. Ranous : Rôle indéterminé
- 1909 : Les Misérables de James Stuart Blackton : Jean Valjean
- 1910 : La Case de l'oncle Tom de James Stuart Blackton
- 1911 : The Battle Hymn of the Republic de Laurence Trimble et James Stuart Blackton : Jésus-Christ
- 1911 : The Sleep Walker de Van Dyke Brooke
- 1923 : Un nuage passa (The Glimpses of the Moon) d'Allan Dwan : Fred Gillow
- 1926 : The Last Alarm d'Oscar Apfel
- 1927 : Johnny Get Your Hair Cut
- 1940 : The Ghost Comes Home de Wilhelm Thiele
- 1944 : La Passion du docteur Hohner (The Climax) de George Waggner (non crédité)

### Réalisateur
Costello réalisa 79 courts métrages en cinq ans, de 1910 à 1915.